# HC Hawierzów
AZ Havířov – czeski klub hokejowy mający swoją siedzibę w Hawierzowie. Występuje w 1. lidze.
W latach 1999–2003 klub występował w ekstralidze, zaś do 2010 w 1. lidze. W tym roku wobec problemów finansowych i upadłości klubu, został on relegowany do 2. ligi. W sezonie 2012/2013 klub w barażach sobie ponownie wywalczył awans do 1. ligi.

## Historia klubu

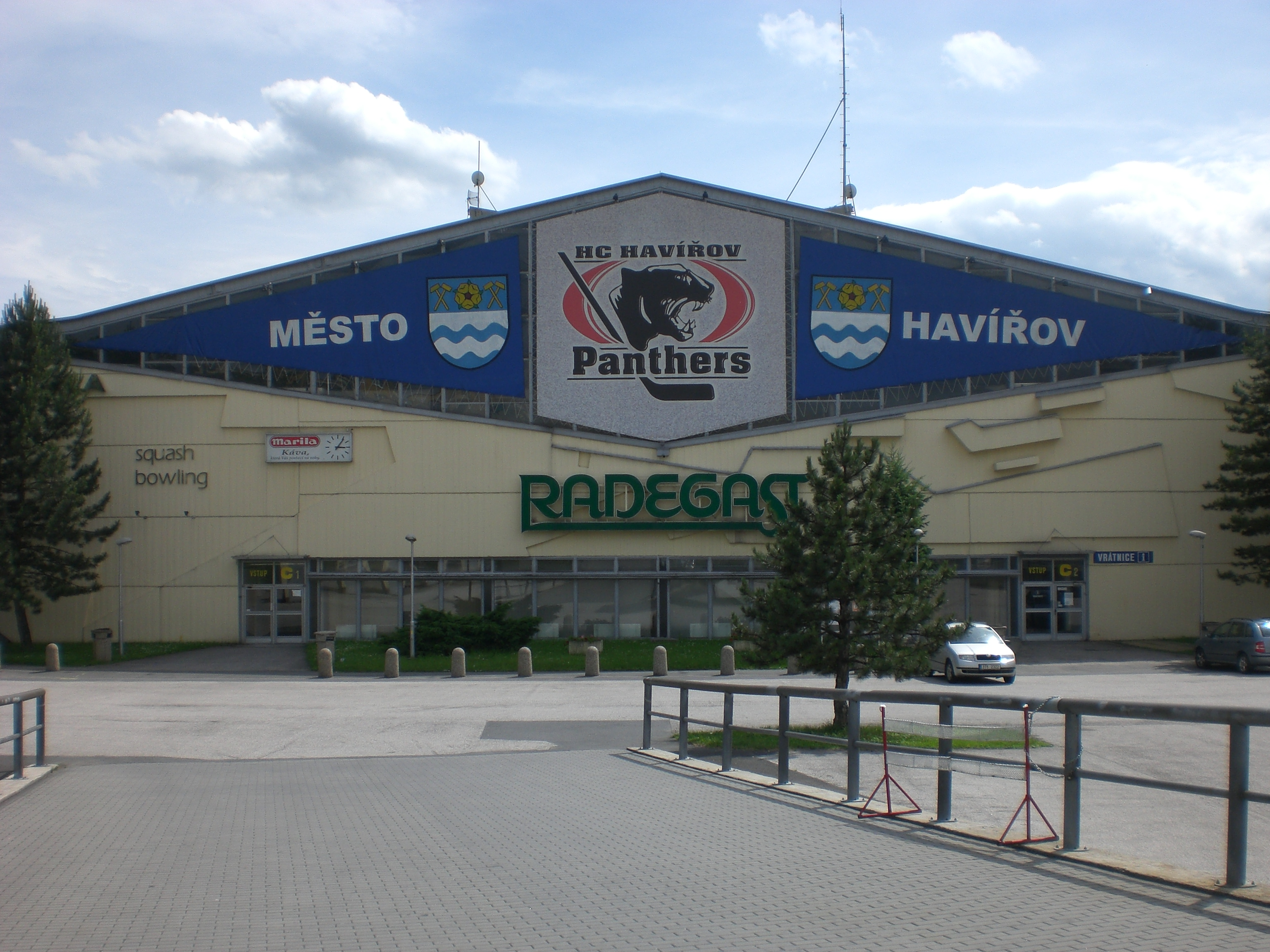
Lodowisko w dzielnicy Podlesie

### Dotychczasowe nazwy
- KČT Lazy (1931−1966)
- AZ Havířov (1966−1995)
- HC Havířov (1995−1999)
- HC Femax Havířov (1999-2003)
- HC Havířov Panthers (2003-2010)
- AZ Havířov (od 2010)

### Początki
Początki klubu hokejowego sięgają 1928 roku, czyli dwadzieścia siedem lat przed powstaniem miasta Hawierzów. W tamtych czasach mecze odbywały się na otwartym stadionie na jeziorze "Liberdziak" w Łazach. Stadion spełniał ogólne warunki do gry powstałej w Kanadzie. Większość graczy, którzy zostawiali pierwsze ślady w historii klubu, pracowali w kopalni Nowa Jama (dzisiejsza Kopalnia Łazy spółki OKD). Właśnie z tego powodu doszło do zmiany miejsca treningów – staw Panszczok leżał bezpośrednio obok kopalni. W roku 1931 dochodzi do zarejestrowania hokejowego klubu – niósł nazwę KČT Lazy. W owym czasie klub został zgłoszony do śląskiej ligi okręgowej, w której brały udział słynniejsze kluby jak Vítkovice lub Trzyniec. Głównym problemem śląskiej ligi okręgowej było uzależnienie od warunków atmosferycznych. KČT Lazy grały tej klasie rozrywkowej do roku 1939, kiedy ligę przerywa wojna. Do ponownego rozpoczęcia ligi dochodzi dopiero po zakończeniu II wojny światowej jesienią 1945 roku.

### Lata 1955-1999
Wraz z decyzją partii komunistycznej 4 grudnia 1955 roku nieopodal powstało miasto Hawierzów. Przede wszystkim by sprostać zapotrzebowaniu zakwaterowania rodzin górników w Zagłębiu Ostrawsko-Karwińskim. W śląskiej lidze okręgowej klub brał udział przez ponad 20 lat. W 1966 roku głównym sponsorem klubu została kopalnia Antonín Zápotocký od imienia i nazwiska polityka czechosłowackiego Antonína Zápotockiego (stąd skrót w nazwie klubu AZ). Hokeiści nie byli wówczas profesjonalistami, ale pracownikami kopalni, skąd dostawali wypłaty. Klub przeniósł się do młodego miasta Hawierzów na nowy, choć nie zadaszony stadion w pobliżu centrum. W sezonie 1967/1968 pierwszy zespół awansował do drugiej ligi krajowej i 13 listopada 1968 roku stadion został kompletnie zadaszony. Kilka lat później drużynie znów udało się awansować tym razem do pierwszej ligi krajowej. Niestety kolejne pokolenie hokeistów nie nawiązało do sukcesów swoich poprzedników i klub znów spadł do "okręgówki" (pod koniec lat 70). W latach 80. ambitna generacja ponownie awansowała do drugiej ligi i walczyła o kolejny awans. Ten hokeistom udało się zdobyć w barażach dopiero w 1992 roku. Trzy lata później zakończyła się wieloletnia współpraca z kopalnią, zaś klub przejęło miasto, które zmieniło nazwę na HC Havířov. Klub grał w czeskiej drugiej lidze do 1999 roku, kiedy uzyskał licencję na grę w Extralidze od klubu HC Opava i przygotowywał się na historyczną chwilę, jaką był pierwszy mecz w elitarnych rozgrywkach hokejowych w Czechach.

### Extraliga i spadek
Hawierzowscy hokeiści brali udział w najwyższej klasie rozgrywkowej przez 4 lata (rozgrywki istniały wówczas pod nazwą Staropramen Extraliga). Przez cały czas nie udało się sprowadzić sponsora generalnego. Budżet klubu był zawsze uzależniony od małych lub średnich podmiotów wspierających finansowo oraz dotacji miasta. Pierwsze dwa sezony HC Panthers zakończyli na przedostatnim miejscu w tabeli. Najlepszym czasem w historii klubu był sezon 2001/2002, kiedy klub nie miał problemów z utrzymaniem się w lidze. HC Panthers zakończyli sezon na 11. miejscu. W następnym sezonie zabrakło już tyle szczęścia i umiejętności. Klub uzbierał w całym sezonie ledwie 20 punktów i w następnych barażach stracił miejsce na extraligowej mapie, wracając do 1. ligi.
W 1. lidze klub walczył od jesieni 2003 do stycznia 2010. Najlepszy wynik odnotowano w sezonie 2005/2006, kiedy po piątym miejscu w lidze w 1/4 finału hokeiści awansowali z HC Kometa Brno i dopiero w półfinale przegrali z BK Mladá Boleslav. Końcowe trzecie miejsce było dużym sukcesem. W następnych latach klub był klasyfikowany w okolicach 10 miejsca. Na początku 2010 roku spotęgowały się kłopoty finansowe klubu i dnia 8 stycznia 2010 klub ogłosił upadłość, po czym złożył rezygnację z występów w 1-ligowych rozgrywkach. Kolejny sezon już zmienioną, historyczną nazwą AZ Havířov rozpoczął w 2. lidze Wschód.